# هشتیجان
هشتیجان، روستایی از توابع بخش مرکزی شهرستان مرودشت در استان فارس ایران است.

## جمعیت
این روستا در دهستان رحمت قرار دارد و براساس سرشماری مرکز آمار ایران در سال ۱۳۸۵، جمعیت آن ۴۶۷ نفر (۱۱۳خانوار) بوده‌است.
این روستا باقی‌مانده از شهر تاریخی استخر است و دارای قدمت تاریخی 2500 ساله است.